# Jonas Jacobsson
Jonas Jacobsson (ur. 22 czerwca 1965 w Norrköping) – szwedzki sportowiec niepełnosprawny uprawiający strzelectwo sportowe; multimedalista letnich igrzysk paraolimpijskich.

## Życiorys
Jonas Jacobsson urodził się 22 czerwca 1965 w Norrköping. Wkrótce po urodzeniu stwierdzono u niego porażenie, które skazywało go na życie w wózku inwalidzkim. Rodzice Jonasa postanowili traktować go tak samo jak traktowali jego starszych braci. Od początku musiał uczyć się samodzielności, żeby w miarę możliwości umiał sam dawać sobie radę. Chodził do zwykłej szkoły i otrzymywał wszelką potrzebną pomoc, ale nie miał specjalnych przywilejów i nie okazywano mu litości ze względu na inwalidztwo.
Dorastał w miejscowości Krokek na północ od Norrköping, gdzie mieszkał ze swoimi rodzicami i dwoma starszymi braćmi. Początkowo mieszkali w dwupiętrowym domu bez windy. Jonas miał wówczas dwa wózki inwalidzkie – jeden na górze i jeden na dole. Schody pokonywał sam, ześlizgując się lub wspinając na kolejne poziomy. Po szkole często grał z rówieśnikami w hokeja na trawie. Żeby mógł grać, jego ojciec przerobił nieużywany już trójkołowy rowerek starszego brata Jonasa na wózek, w którym Jonas mógł się poruszać w pozycji leżącej.

## Kariera sportowa
Już jako dziecko Jonas okazywał duże zainteresowanie różnymi dyscyplinami sportu. Najbardziej lubił tenis stołowy i koszykówkę, ale również pływał i interesował się strzelectwem. Jako czternastolatek wystartował w swoich pierwszych międzynarodowych zawodach w strzelectwie. W wieku piętnastu lat po raz pierwszy wystąpił na paraolimpiadzie. Było to w Arnhem, gdzie zdobył jeden złoty i jeden brązowy medal.
Wystąpił łącznie na dziewięciu igrzyskach dla niepełnosprawnych zdobywając 30 medali, w tym 17 złotych. W swoim dorobku ma również 15 złotych medali zdobytych w Mistrzostwach Świata dla niepełnosprawnych i 17 złotych medali Mistrzostw Europy dla niepełnoprawnych. 
W Mistrzostwach Szwecji dla niepełnosprawnych zdobył ponad 30 złotych medali, a w 2004 został mistrzem Szwecji w strzelaniu z karabinu pneumatycznego.
Poza strzelectwem uprawia również koszykówkę na wózkach. W tej dyscyplinie reprezentował Szwecję na Paraolimpiadzie w Seulu, gdzie wraz z drużyną zajął 6. miejsce.

## Wyróżnienia
- Został trzykrotnie (2001, 2005, 2007) uhonorowany tytułem „Niepełnosprawny Sportowiec Roku”, przyznawaną przez Szwedzki Związek Sportowy Niepełnosprawnych (Svenska Handikappidrottsförbundet)[5].
- W 2001 został odznaczony medalem J.W. Króla (H.M. Konungens medalj) z błękitną wstęgą[5].
- W 2005 był nominowany do nagrody Laureus World Sport Awards[5].
- Jako pierwszy niepełnosprawny sportowiec otrzymał w 2008 Svenska Dagbladets guldmedalj – nagrodę dla najlepszego sportowca roku, przyznawaną przez dziennik Svenska Dagbladet[1].
- W 2009 został uhonorowany tytułem doktora honoris causa uniwersytetu w Linköping[6]